# إدينيو (لاعب كرة قدم مواليد 1983)
إدينيو (بالبرتغالية: Edimo Ferreira Campos) هو لاعب كرة قدم برازيلي في مركز الوسط، ولد في 15 يناير 1983 في نيتيروي في البرازيل. لعب مع غريميو بورتو أليغرينزي ونادي إنترناسيونال ونادي بالميراس ونادي فلومينينسي ونادي ليتشي.

## وصلات خارجية
- إدينيو (لاعب كرة قدم مواليد 1983) على موقع الاتحاد الدولي (مؤرشف)  (الإنجليزية)
- إدينيو (لاعب كرة قدم مواليد 1983) على موقع قاعدة بيانات كرة القدم.إي يو (الإنجليزية)
- إدينيو (لاعب كرة قدم مواليد 1983) على موقع Soccerway.com (الإنجليزية)
- إدينيو (لاعب كرة قدم مواليد 1983) على موقع عالم كرة القدم.نت (الإنجليزية)